# Karsina
Karsina [karˈɕina] (Karzin của Đức) là một ngôi làng thuộc khu hành chính của Gmina Polanów, thuộc quận Koszalin, West Pomeranian Voivodeship, ở phía tây bắc Ba Lan.
Nó nằm khoảng 14 kilômét (9 mi) phía tây Polanów, 24 km (15 mi) về phía đông nam Koszalin, và 147 km (91 mi) về phía đông bắc của thủ đô khu vực Szczecin.
Làng có dân số 30 người.

## Cư dân đáng chú ý
- Kasimir Wedig von Bonin (1691 Từ1752), trung tướng người Phổ